# Dopolavoro Savoia-Marchetti 1936-1937
Questa voce raccoglie le informazioni riguardanti il Dopolavoro Savoia-Marchetti nelle competizioni ufficiali della stagione 1936-1937.

## Rosa
| N. |                   | Ruolo | Calciatore       |
| -- | ----------------- | ----- | ---------------- |
|    | Italia (bandiera) | C     | Mario Baldini    |
|    | Italia (bandiera) | C     | Aldo Borsani     |
|    | Italia (bandiera) |       | Adriano Bossetti |
|    | Italia (bandiera) | A     | Luigi Buschini   |
|    | Italia (bandiera) | P     | Rino Cappelli    |
|    | Italia (bandiera) |       | Aurelio Checchi  |
|    | Italia (bandiera) | D     | Giovanni Colombo |
|    | Italia (bandiera) |       | Giovanni Crenna  |
|    | Italia (bandiera) |       | Libero Crenna    |

| N. |                   | Ruolo | Calciatore           |
| -- | ----------------- | ----- | -------------------- |
|    | Italia (bandiera) | C     | Bruno Crola          |
|    | Italia (bandiera) | D     | Pio Mara             |
|    | Italia (bandiera) |       | Enrico Milani        |
|    | Italia (bandiera) | D     | Riccardo Moroni      |
|    | Italia (bandiera) | A     | Giorgio Nicolis      |
|    | Italia (bandiera) | C     | Ferdinando Pallavera |
|    | Italia (bandiera) |       | Libero Perrucco      |
|    | Italia (bandiera) | A     | Pietro Salari        |
|    | Italia (bandiera) | C     | Elio Vallauri        |